# Erik Geijer
Erik Gustaf Geijer, född 17 december 1883 i Ransäter, Värmlands län, död 3 maj 1959 i Lidingö, var en svensk jurist. Han var brorson till Carl August Geijer.
Geijer blev juris utriusque kandidat vid Uppsala universitet 1907, assessor i Svea hovrätt 1915, hovrättsråd 1920 och revisionssekreterare 1924. Han var justitieombudsman (JO) 1925–1929, justitieråd 1929–1950 samt ledamot av Lagrådet 1934–1936 och 1948–1950.
Han är begraven på Västra kyrkogården i Karlstad.